# 罗兰岗

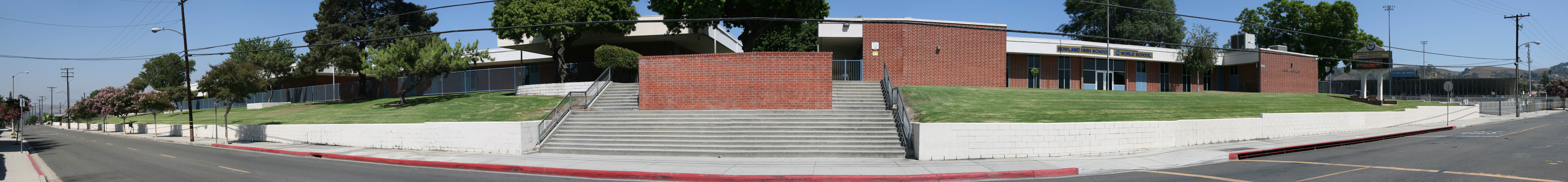
John A. Rowland High School

羅蘭崗（英语：Rowland Heights）是美國加州洛杉磯縣的一个未建制社区。佔地约33.9平方公里（13.1 平方英里）。2010年统计人口为48,993。
羅蘭聯合學區有学校。2015年该地发生了欺凌事件。